# 레이 하라카미
레이 하라카미(일본어: レイ・ハラカミ, 본명 일본어: 原神 玲 하라카미 레이[*]) 1970년 12월 10일 ~ 2011년 7월 27일)는 일본의 음악가이다. 작곡가이자 음악 프로듀서로, 야노 아키코와 함께 야노카미를 결성해 활동하기도 했다.

## 약력
1970년 히로시마현에서 출생, 무사시노 미술대학에서 수학, 교토에서 활동하던 중 1996년 켄 이시이의 곡을 리믹스한 것이 서블라임 레코즈에서 발매되며 알려졌다. UA, 쿠루리 등의 리믹스와 다수의 CM, 한 편의 장편영화 음악 등을 담당했고, 일본 과학 미래관 플라네타리움의 상영 프로그램의 음악을 담당하기도 했다. 롤랜드사의 단종된 음원모듈 SC-88 Pro를 사용하는 것으로 잘 알려졌으며, "SC-88 Pro로 이런 소리를 낼 수 있는 것은 아마도 나뿐"이라고 자신했을 정도로 독특한 사운드를 구사했다. 야노 아키코와 함께 듀오 야노카미를 결성하여 활동하던 중 자택에서 뇌출혈로 사망했다 (향년 40세).

## 음반 목록
1. Unrest (1998년)
2. Opa*q (1999년)
3. Red Curb (2001년)
4. Lust (2005년)
5. わすれもの (2006년, 미발표곡 모음집)
6. あさげ - selected re-mix & re-arrangement works / 1 (2009년)
7. ゆうげ - selected re-mix & re-arrangement works / 2 (2009년)

### 야노카미
1. yanokami (2007년)
2. 遠くは近い (2011년)